# جامعة بحثية

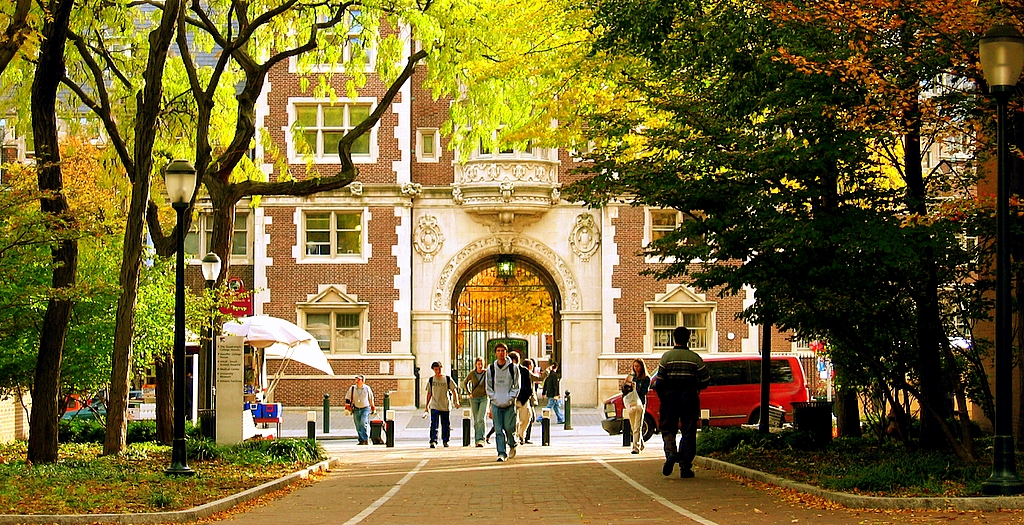

الجامعة البحثية (بالإنجليزية: Research university) هي جامعة يعمل جميع أعضاء هيئتها العلمية في البحث العلمي كاهتمام أول ومستديم وليس كمجرد وسيلة للحصول على المراكز الأكاديمية والترقيات. تقوم مثل تلك الجامعات بحشد أفضل الباحثين العلميين مما يمنح طلابها فرصة الاستفادة من خبرات هؤلاء الأساتذة، إلا أن الدراسة الجامعية في مثل تلك الجامعات تكون في العادة مغرقة في الأكاديمية.
نشأ مفهوم الجامعة البحثية الحديثة في ألمانيا في القرن التاسع عشر، ووصل إلى ذروة تطوره ونجاحه في الولايات المتحدة الأمريكية، وتمحور هذا المفهوم حول ثلاثة مبادئ تأسيسية هي: «تكامل التدريس مع البحث، والحرية الأكاديمية، والنظر إلى طبيعة البحث العلمي باعتباره ذا نهاية مفتوحة ولا نهائية». وقد دأبت الجامعات البحثية الأمريكية على تصدر معظم التصنيفات العالمية للكليات والجامعات منذ أواخر القرن العشرين.

## التاريخ

### القرن التاسع عشر
نشأ مفهوم الجامعة البحثية لأول مرة في بروسيا في ألمانيا في أوائل القرن التاسع عشر، حيث دافع فيلهلم فون هومبولت عن رؤيته لأينهايت فون ليرا أوند فورشونغ (وحدة التدريس والبحث)، كوسيلة لإنتاج تعليم يركز على مجالات المعرفة الرئيسية، بما في ذلك العلوم الطبيعية والعلوم الاجتماعية والعلوم الإنسانية، بدلًا من الأهداف السابقة للتعليم الجامعي، والتي كانت لتطوير فهم الحقيقة والجمال والخير.
زعم روجر إل غايغر «المؤرخ الرائد للجامعة البحثية الأمريكية» أن «نموذج الجامعة البحثية الأمريكية تأسس من قبل خمس من الكليات الاستعمارية التسع التي جرى تأسيسها قبل الثورة الأمريكية (هارفارد، وييل، وبنسلفانيا، وبرينستون، وكولومبيا)؛ وخمس جامعات حكومية (ميشيغان، وويسكونسن، ومينيسوتا، وإلينوي، وكاليفورنيا)؛ وخمس مؤسسات خاصة جرى إعدادها منذ إنشائها كجامعات بحثية (معهد ماساتشوستس للتقانة، وكورنيل، وجونز هوبكينز، وستانفورد، وشيكاغو)». وقد ظهرت الجامعة البحثية الأمريكية لأول مرة في أواخر القرن التاسع عشر، عندما بدأت هذه المؤسسات الخمس عشرة في دمج برامج الدراسات العليا المستمدة من النموذج الألماني ببرامج البكالوريوس المستمدة من النموذج البريطاني. وفي جامعة جونز هوبكينز قاد الرئيس دانيال كويت جيلمان تطوير الجامعة البحثية الأمريكية من خلال وضع معايير عالية لتجنيد أعضاء هيئة التدريس وقبول الطلاب، والإصرار على أن أعضاء هيئة التدريس يجب أن يلزموا بالتدريس والبحث.

### القرن العشرون
كانت جامعات الأبحاث ضرورية لتأسيس الهيمنة الأمريكية بحلول نهاية القرن العشرين. والأهم من ذلك شاركت جامعات بيركلي وشيكاغو وكولومبيا وبرينستون (إلى جانب برمنغهام وكامبريدج في المملكة المتحدة) بشكل مباشر في إنشاء الأسلحة النووية الأولى (مشروع مانهاتن). بالإضافة إلى ذلك لعبت جامعتا كولومبيا وهارفارد دورًا أساسيًا في التطوير المبكر لصناعة السينما الأمريكية (هوليوود)، وكان معهد ماساتشوستس للتقانة وجامعة ستانفورد رائدين في بناء المجمع الصناعي العسكري الأمريكي وتطوير الذكاء الاصطناعي، ولعبت بيركلي وجامعة ستانفورد دورًا محوريًا في تطوير وادي السيليكون. و«المجموعة الأكثر شهرة من جامعات الأبحاث» في الولايات المتحدة هي رابطة الجامعات الأمريكية.
منذ ستينيات القرن العشرين عملت الجامعات البحثية الأمريكية، وخاصة نظام الجامعات البحثية العامة الأمريكية الرائدة في جامعة كاليفورنيا، كنماذج للجامعات البحثية في جميع أنحاء العالم. وكان وجود جامعة واحدة أو أكثر على أساس النموذج الأمريكي (بما في ذلك استخدام اللغة الإنجليزية كلغة مشتركة) هو شارة «التقدم الاجتماعي والحداثة» للدولة القومية المعاصرة. وقد أجبرت هيمنة الأمريكيين المستمرة في أوائل القرن الحادي والعشرين نظراءهم الأوروبيين على مواجهة الحاجة الملحة للإصلاح لتجنب «الانحدار إلى شكل متقدم من الكليات المغذية لأفضل الجامعات الأمريكية».

## الخصائص
يحدد جون تايلور، أستاذ إدارة التعليم العالي في جامعة ليفربول، الخصائص الرئيسية للجامعات البحثية الناجحة على النحو التالي:
- «وجود البحوث البحتة والتطبيقية»
- «تقديم التدريس القائم على البحث»
- «اتساع التخصصات الأكاديمية»
- «نسبة عالية من برامج البحوث للدراسات العليا»
- «مستويات عالية من الدخل الخارجي»
- «منظور دولي»

ويحدد فيليب ألتباخ مجموعة مختلفة، وإن كانت متشابهة، من الخصائص الرئيسية لما تحتاجه الجامعات البحثية لتصبح ناجحة:
- في أعلى التسلسل الهرمي الأكاديمي في نظام تعليمي عالي متميز وتلقي الدعم المناسب
- مؤسسات حكومية بمعظمها
- منافسة قليلة من مؤسسات البحث غير الجامعية، ما لم تكن لها صلات قوية بالجامعات
- تمويل أكبر من الجامعات الأخرى لجذب أفضل الموظفين والطلاب ودعم البنية التحتية للبحث
- ميزانيات كافية ومستدامة
- إمكانية توليد الدخل من رسوم الطلاب والملكية الفكرية
- مرافق مناسبة
- الاستقلال

- الحرية الأكاديمية

في عام 2012 حدد تقرير لأكاديميات العلوم والهندسة والطب الوطنية، الجامعات البحثية في السياق الأمريكي بأنها تتمتع بقيم الحرية الفكرية والمبادرة والإبداع والتميز والانفتاح، مع خصائص إضافية مثل:
- أن تكون كبيرة وشاملة - «التعددية الجامعية» لكلارك كير
- التأكيد على تجربة السكن الجامعي (التي جرى تمييزها على وجه التحديد بأنها تميز الجامعات البحثية الأمريكية عن تلك الموجودة في أوروبا القارية)
- دمج التعليم العالي بالبحث
- إشراك أعضاء هيئة التدريس في البحث والمنح الدراسية
- إجراء البحوث على مستويات عالية
- وجود قيادة مستنيرة وجريئة

تستخدم التصنيفات العالمية للجامعات مقاييس تقيس البحث في المقام الأول لتصنيف الجامعات. كما أن البعض لديهم معايير للإدراج بناءً على مفهوم الجامعة البحثية مثل التدريس على مستوى البكالوريوس والدراسات العليا وإجراء العمل في كليات متعددة (تصنيف كيو إس للجامعات العالمية) أو تدريس الطلاب الجامعيين، مع وجود ناتج بحثي يتجاوز 1000 ورقة بحثية على مدى 5 سنوات، ولا يزيد عن 80٪ من النشاط في مجال موضوع واحد (تصنيف مجلة تايمز للتعليم العالي للجامعات العالمية).

## التوزيع العالمي
شمل تصنيف كيو إس للجامعات العالمية لعام 2021 نحو 1002 جامعة بحثية. وكانت المنطقة ذات أعلى عدد هي أوروبا بنسبة 39.8٪، تليها آسيا والمحيط الهادئ بنسبة 26.7٪، والولايات المتحدة وكندا بنسبة 15.6٪، وأمريكا اللاتينية بنسبة 10.8٪ والشرق الأوسط وأفريقيا بنسبة 7٪. وكانت جميع المناطق باستثناء الشرق الأوسط وأفريقيا ممثلة في أفضل 100. وكان أكبر عدد من الوافدين الجدد إلى التصنيف من شرق آسيا وأوروبا الشرقية، تليها جنوب أوروبا. وبحسب الدولة تمتلك الولايات المتحدة أكبر عدد من المؤسسات بواقع 151، تليها المملكة المتحدة 84، والصين 51، وألمانيا 45. وتُظهر أفضل 200 جامعة بحثية نمطًا مشابهًا حيث تمتلك الولايات المتحدة 45 جامعة والمملكة المتحدة 26 وألمانيا 12. وبالمقارنة، يحدد تصنيف كارنيغي لمؤسسات التعليم العالي (2015) 115 جامعة أمريكية على أنها «جامعات دكتوراه: أعلى نشاط بحثي» و107 أخرى على أنها «جامعات دكتوراه: نشاط بحثي عالي»، بينما قدر ألتباخ أن هناك نحو 220 جامعة بحثية في الولايات المتحدة في عام 2013.
ويظهر التصنيف الأكاديمي للجامعات العالمية توزيعًا مشابهًا، حيث تأتي 185 من مؤسساتها المصنفة البالغ عددها 500 مؤسسة في عام 2020 من أوروبا، و161 من الأمريكيتين، و149 من آسيا/أوقيانوسيا وخمس من أفريقيا. وجميع المناطق باستثناء إفريقيا ممثلة في أفضل 100، على الرغم من أن الأمريكيتين ممثلة فقط بالجامعات من الولايات المتحدة وكندا. وفي عام 2024 كان لدى الولايات المتحدة أكبر عدد من الجامعات برقم 114 من أفضل 500 جامعة من دولة واحدة، تليها الصين 103، والمملكة المتحدة 35 وألمانيا 35. وتظهر أفضل 200 جامعة نمطًا مشابهًا: الولايات المتحدة 59، تليها الصين 37، والمملكة المتحدة 20.